# Центральноамериканський кубок
Кубок центральноамериканських націй (англ. Copa Centroamericana, ісп. Copa Centroamericana) — футбольний турнір серед чоловічих футбольних збірних країн, що входять до зони КОНКАКАФ, футбольної конфедерації регіону Центральної Америки. Турнір, заснований у 1991 році, до 2017 року був відбірковим етапом до Золотого кубка КОНКАКАФ, після чого був скасований.

## Формат змагання
Згідно з форматом сім збірних на першому етапі грають у двох групах, на другому — в стикових матчах виявляють п'ятірку збірних, які здобудуть путівки на Золотий кубок КОНКАКАФ.

## Результати турніру
| Кубок центральноамериканських націй | Кубок центральноамериканських націй | Кубок центральноамериканських націй | Кубок центральноамериканських націй | Кубок центральноамериканських націй | Кубок центральноамериканських націй | Кубок центральноамериканських націй | Кубок центральноамериканських націй |
| Рік                                 | Господар                            | Фінал                               | Фінал                               | Фінал                               | 3 місце                             | 3 місце                             | 3 місце                             |
| Рік                                 | Господар                            | Чемпіон                             | Рахунок                             | Друге місце                         | Третє місце                         | Рахунок                             | Четверте місце                      |
| ----------------------------------- | ----------------------------------- | ----------------------------------- | ----------------------------------- | ----------------------------------- | ----------------------------------- | ----------------------------------- | ----------------------------------- |
| 1991                                | Коста-Рика                          | Коста-Рика                          |                                     | Гондурас                            | Гватемала                           |                                     | Сальвадор                           |
| 1993                                | Гондурас                            | Гондурас                            |                                     | Коста-Рика                          | Панама                              |                                     | Сальвадор                           |
| 1995                                | Сальвадор                           | Гондурас                            | 3 – 0                               | Гватемала                           | Сальвадор                           | 2 – 1                               | Коста-Рика                          |
| 1997                                | Гватемала                           | Коста-Рика                          |                                     | Гватемала                           | Сальвадор                           |                                     | Гондурас                            |
| 1999                                | Коста-Рика                          | Коста-Рика                          |                                     | Гватемала                           | Гондурас                            |                                     | Сальвадор                           |
| 2001                                | Гондурас                            | Гватемала                           |                                     | Коста-Рика                          | Сальвадор                           |                                     | Панама                              |
| 2003                                | Панама                              | Коста-Рика                          |                                     | Гватемала                           | Сальвадор                           |                                     | Гондурас                            |
| 2005                                | Гватемала                           | Коста-Рика                          | 1 – 1 7–6 пен.                      | Гондурас                            | Гватемала                           | 3 – 0                               | Панама                              |
| 2007                                | Сальвадор                           | Коста-Рика                          | 1 – 1 4–1 пен.                      | Панама                              | Гватемала                           | 1 – 0                               | Сальвадор                           |
| 2009                                | Гондурас                            | Панама                              | 0 – 0 5–3 пен.                      | Коста-Рика                          | Гондурас                            | 1 – 0                               | Сальвадор                           |
| Центральноамериканський кубок       |                                     |                                     |                                     |                                     |                                     |                                     |                                     |
| 2011                                | Панама                              | Гондурас                            | 2 – 1                               | Коста-Рика                          | Панама                              | 0 – 0 5–4 пен.                      | Сальвадор                           |
| 2013                                | Коста-Рика                          | Коста-Рика                          | 1 – 0                               | Гондурас                            | Сальвадор                           | 1 – 0                               | Беліз                               |
| 2014                                | США                                 | Коста-Рика                          | 2 – 1                               | Гватемала                           | Панама                              | 1 – 0                               | Сальвадор                           |
| 2017                                | Панама                              | Гондурас                            |                                     | Панама                              | Сальвадор                           |                                     | Коста-Рика                          |

## Досягнення збірних
Сумарна статистика участі збірних країн регіону КОНКАКАФ у Кубку центральноамериканських націй.
| Збірна     | Чемпіон                                               | 2 місце                           | 3 місце                                 | 4 місце                                       |
| ---------- | ----------------------------------------------------- | --------------------------------- | --------------------------------------- | --------------------------------------------- |
| Коста-Рика | 8 (1991*, 1997, 1999*, 2003, 2005, 2007, 2013*, 2014) | 4 (1993, 2001, 2009, 2011)        | —                                       | 2 (1995, 2017)                                |
| Гондурас   | 4 (1993*, 1995, 2011, 2017)                           | 3 (1991, 2005, 2013)              | 2 (1999, 2009)                          | 2 (1997, 2003)                                |
| Гватемала  | 1 (2001)                                              | 5 (1995, 1997*, 1999, 2003, 2014) | 3 (1991, 2005, 2007)                    | —                                             |
| Панама     | 1 (2009)                                              | 2 (2007, 2017*)                   | 3 (1993, 2011*, 2014)                   | 2 (2001, 2005)                                |
| Сальвадор  | —                                                     | —                                 | 6 (1995*, 1997, 2001, 2003, 2013, 2017) | 7 (1991, 1993, 1999, 2007*, 2009, 2011, 2014) |
| Беліз      | —                                                     | —                                 | —                                       | 1 (2013)                                      |
| Нікарагуа  | —                                                     | —                                 | —                                       | —                                             |

* Господар

## Статистика виступів збірних
Результати станом на 22 січня 2017.
| Місце | Збірна     | І  | В  | Н  | П  | ЗМ  | ПМ  | Різ | О   |
| ----- | ---------- | -- | -- | -- | -- | --- | --- | --- | --- |
| 1     | Коста-Рика | 61 | 36 | 16 | 9  | 109 | 38  | +71 | 124 |
| 2     | Гондурас   | 60 | 34 | 12 | 14 | 108 | 49  | +59 | 114 |
| 3     | Гватемала  | 51 | 23 | 14 | 14 | 63  | 48  | +15 | 83  |
| 4     | Сальвадор  | 63 | 22 | 14 | 27 | 62  | 72  | –10 | 80  |
| 5     | Панама     | 52 | 21 | 13 | 18 | 56  | 52  | +4  | 76  |
| 6     | Нікарагуа  | 44 | 5  | 5  | 34 | 29  | 111 | –82 | 20  |
| 7     | Беліз      | 33 | 1  | 6  | 26 | 20  | 81  | –61 | 9   |